# Gregory Vlastos
Gregory Vlastos (grekiska: Γρηγόριος Βλαστός), född 27 juli 1907 i Konstantinopel, död 12 oktober 1991 i Berkeley, Kalifornien, var en amerikansk filosof och forskare av skotsk och grekisk börd. Han var en av världens främsta experter på grekisk filosofi. Vlastos magnum opus är Socrates: Ironist and Moral Philosopher, utgiven 1991.

## Biografi
Gregory Vlastos föddes i Konstantinopel; hans mor var skotsk och hans far grekisk. Vlastos avlade kandidatexamen vid Robert College och doktorsexamen 1931 vid Harvard University. År 1948 anställdes han vid Cornell University och mellan 1955 och 1976 var han professor i filosofi vid Princeton University. Därefter innehade han till 1987 en professur vid University of California i Berkeley.
Vlastos var medlem av American Academy of Arts and Sciences och American Philosophical Society. Två gånger mottog han Guggenheim Fellowship.